# خوزه ماریا آمو
خوزه ماریا آمو (اسپانیایی: José María Amo‎؛ زادهٔ ۹ آوریل ۱۹۹۸) بازیکن فوتبال است.
وی در تیم‌های ملی فوتبال Spain U16 Spain U17 Spain U18 Spain U19 بازی کرده‌است.